# Kabomba wodna
Kabomba wodna (Cabomba aquatica Aubl.) – gatunek rośliny wodnej z rodziny pływcowatych. Pochodzi z północnej i środkowej części Ameryki Południowej. Uprawiana w akwariach.

## Zastosowanie
Uprawiana w akwariach, w których zalecana jest do uprawy w tylnej i środkowej części. Wymaga wody o pH 6,6–6,8, 2–8°dKH i temperaturze 22–28°C. Ma duże wymagania świetlne i wysokie odżywcze.